# Robert Currey
Robert Currey (născut pe 24 septembrie 1955), este un astrolog și un antrepenor.

## Cariera
În 1981 a fondat compania astrologică Equinox și în 1989, The Astrology Shop in Covent Garden, - primul magazin dedicat astrologiei, care a devenit un loc de întâlnire bine-cunoscut din Londra pentru amatorii de astrologie. Centrele lui  au dezvoltat o acoperire globală, prin intermediul unor puncte ulterioare din Statele Unite ale Americii și Australia. Currey este specializat și în astrocartografie.

## Media
Currey a fost consultat cu privire la documentarele televizate care dispun de astrologie. Acestea includ Strict Supernatural pentru Discovery Channel, New Age pentru Channel 4  și A Solar Empire pentru Discovery TV. El a apărut în mass-media ca un purtător de cuvânt al astrologiei cu privire la mai multe puncte controversate  pe BBC Newsnight pentru a răspunde la întrebările lui Richard Dawkins 
Currey a acționat, de asemenea, ca un administrator al Urania Trust, o organizație de caritate înregistrată astrologic.

## Cărți scrise
- Martin Jay Davis, 2007. De aici până aici - Ghidul Astrologului. Bournemouth, UK: Wessex. ISBN 978-1-902405-27-8

- Lewis, Jim 1997. Astro*Carto*Grafie - Explanatory Handbook. London: Equinox. ISBN 978-1-874116-05-9

- Clare Gibson 2001.Ultima carte : dezvăluirea secretelor:Cuvânt înainte. New York, NY:Barnes & Cărți nobile/Saraband Ltd. ISBN 9780760711026